# Рок, Роб
Роберт (Роб) Рок (англ. Robert «Rob» Rock р. 29 июня 1959 г. Орландо. штат Флорида, США) — американский хэви-металический певец и автор песен, наиболее известнный как фронтмен Impellitteri, где он пребывал с 1987 по 1988, с 1992 по 2000 и с 2008 года и по сей день. Выпустил четыре альбома как сольный исполнитель, и выступал с рядом других известных артистов, включая M.A.R.S., Joshua, Аксель Руди Пелл и Warrior.

## Биография
Карьера музыканта началась в 1983 году, когда он вместе гитаристом-виртуозом Крисом Импеллиттери вступил в ряды кавер-группы Vice. Группа просуществовала пару лет и, оставив после себя всего одно демо и распалась. Следующей остановкой для Рока стал проект M.A.R.S., в котором его партнёрами являлись гитарист-виртуоз Тони МакАльпин, басист Руди Сарзо и ударник Томми Олдридж (последние двое ранее работали с Оззи Осборном). В 1986-м квартет выпустил на Shrapnel Records пластинку Project: Driver, но несмотря на множество восторженных откликов, на следующий год «марсиане» разбежались в разные стороны.
Воссоединившись с Крисом, Роб записал миньон Impellitteri, однако вскоре вокалиста переманили в Joshua, и над дебютной полнометражкой Импеллиттери пришлось работать с Грэмом Боннетом. Когда Джошуа Перайя распустил свою команду, Рок немного поработал у Акселя Руди Пелла, а потом все же вернулся в Impellitteri.
Отработав в рядах группы Криса вплоть до конца десятилетия, Роб решил попробовать себя в сольном творчестве и в 2000 году под собственным именем выпустил пластинку Rage Of Creation. Продюсировал альбом небезызвестный Рой Зед (Judas Priest, Halford, Bruce Dickinson), сыгравший часть гитарных, басовых и клавишных партий, а в качестве гостя на паре треков отметился Джейк И Ли. Работа, включавшая в себя помимо оригинального материала жесткий кавер песни Abba, Eagle, вызвала восторженные рецензии, и вокалист решил расстаться с Impellitteri. В поддержку Rage Of Creation Рок провел европейские гастроли вместе с Axel Rudi Pell, а также отыграл серию американских концертов и принял участие в ряде фестивалей.
В 2001-м Роб был приглашен в проект Тобиаса Саммета Avantasia, а, кроме того, его голос можно было услышать на пластинках Warrior, Powergod и Edguy. На следующий год вокалист был задействован во второй части Авантазии, а несколько позже, отметившись на альбомах Рика Ренстрома, Laudamus и Frost, Рок занялся записью второго сольного альбома.
Сессиями Eyes Of Eternity вновь заправлял Рой Зи, который помимо выполнения непосредственно продюсерских функций помог Робу с написанием материала. Выход диска сопровождался серией концертов, среди которых выделялись выступление на германском фестивале Bang Your Head и тур по Японии. Осенью 2004-го Роб заключил контракт с лейблом AFM Records, на котором дебютировал с программой Holy Hell. Данный альбом получился более тяжелым относительно предыдущих релизов, а его концовку украшал ещё один кавер Abba, «Move On». На этом треке лидер-вокал был доверен Тобиасу Саммету из «Edguy», а среди других гостей можно было отметить гитариста Карла Йохана Гриммарка из Narnia и барабанщика Бобби Ярзомбека, стяжавшего себе славу в Halford, Iced Earth, Riot и т. д.
Holy Hell Tour включал в себя посещение восьми стран, а также участие в фестивалях Sweden Rock, Metalfest и Elements Of Metal. Продолжая сотрудничать с Роем Зедом, Роб Рок выпустил ещё один сольник Garden Of Chaos, но в 2008-м было объявлено о возвращении вокалиста в Impellitteri. Новый альбом под названием «Wicked Maiden» был выпущен в Апреле 2009 г. Рок также пел на трибьюте Рэнди Роадсу, вышедшем в 2000 г.
В 2013 году Роб Рок принял участие в новом проекте бывшего гитариста Stratovarius Тимо Толкки под названием Avalon, метал-опере с участием Рока в качестве одного из главных героев. Он поет 6 песен на альбоме The Land of New Hope.

## Личная жизнь
У Рока и его жены Лизы есть сын Александр Джон, который родился 5 января 2006 г.

## Дискография

### Сольные альбомы
- Rage Of Creation — 2000
- Eyes Of Eternity — 2003
- Holy Hell — 2005
- Garden Of Chaos — 2007
- The Voice Of Melodic Metal — Live In Atlanta — 2009

### Другие проекты
- M.A.R.S. — Project: Driver 1986
- Impellitteri — Impellitteri 1987
- Axel Rudi Pell - Nasty Reputation 1991
- Impellitteri — Grin and Bear It 1992
- Impellitteri — Victim of the System 1993
- Impellitteri — Answer to the Master 1994
- Impellitteri — Screaming Symphony 1996
- Impellitteri — Fuel For The Fire 1997
- Impellitteri — Eye of the Hurricane 1997
- Impellitteri — Crunch 2000
- Warrior — The Code Of Life 2001
- Impellitteri — Wicked Maiden 2009
- Avantasia — The Metal Opera 2001
- Avantasia — The Metal Opera Part II 2002
- Fires Of Babylon — Fires of Babylon (2008)
- Driver - Sons of Thunder (2008)
- Driver - Countdown (2012)